# Vuelo 143 de Air Canada
El 23 de julio de 1983 el Vuelo 143 de Air Canada, un Boeing 767-200, se quedó sin combustible a una altitud de 12.500 metros (41.000 pies), casi a media distancia de su vuelo desde Montreal a Edmonton, Canadá. La tripulación fue capaz de planear el avión a un aterrizaje de emergencia en el Gimli Industrial Park Airport, una antigua base de la Fuerza Aérea de Canadá en Gimli, Manitoba.
La investigación posterior reveló que la carga de combustible se calculó mal, dado que no existía una formación adecuada en los sistemas métricos decimales recientemente adoptados, tras sustituir al sistema imperial. Tenían que haber utilizado el kilogramo en vez de la libra, y una libra es la mitad (0,45) de un kilogramo. Por eso solo llevaban menos de la mitad de combustible.
Además, también estaba estropeado el sistema informático que mide y calcula el nivel de combustible y no fue reparado debido a la escasez de repuestos.

## Incidente
El 22 de julio de 1983, el Boeing 767 de Air Canada (registro C-GAUN, c/n 22520/47) voló desde Toronto a Edmonton donde se le hizo mantenimiento de rutina. Al día siguiente voló a Montreal. Tras un cambio de tripulación, partió de Montreal como el vuelo 143 de regreso a Edmonton vía Ottawa, con el Capitán Robert (Bob) Pearson y el Primer Oficial Maurice Quintal a los controles. 

### El vuelo se queda sin combustible
A 41 000 pies (12 497 m), sobre Red Lake (Ontario), comenzó a sonar el sistema de alerta de la cabina de vuelo del avión, indicando un problema de presión de combustible en el lado izquierdo de la aeronave. Creyendo que una de las bombas de combustible había fallado, los pilotos la apagaron, asumiendo que la gravedad haría que el combustible alimentara a los dos motores. Los indicadores de combustible del avión se volvieron inoperativos. Sin embargo, el ordenador de vuelo indicaba que había suficiente combustible para el avión, pero, como se demostró posteriormente, los pilotos habían introducido un cálculo de combustible erróneo. Segundos más tarde sonó una segunda alarma de presión de combustible, por lo que los pilotos se desviaron a Winnipeg. Pocos segundos después, el motor izquierdo falló y se prepararon para un aterrizaje con un solo motor.
Tras haber comunicado sus intenciones a Winnipeg y tratar de encender el motor izquierdo, el sistema de alerta de la cabina de vuelo sonó de nuevo, en esta ocasión con un largo "boeing" que no se había presentado en ocasiones previas. Se trataba del sonido de "all engines out" (ambos motores apagados), un evento que nunca se había simulado en el entrenamiento. Segundos después, la mayoría de los paneles de instrumentos de la cabina de vuelo se apagaron dado que el motor derecho también se detuvo y el 767 perdió toda su potencia.
El 767 fue uno de los primeros aparatos en incluir un Sistema electrónico de instrumentos de vuelo (EFIS), que funcionaba con la electricidad generada por los motores a reacción del avión. Con ambos motores detenidos, el sistema estaba muerto, dejando sólo unos pocos instrumentos básicos de vuelo de emergencia. Esto proporcionaba lo básico pero suficiente para poder aterrizar el avión, aunque el Indicador de velocidad vertical –que indicaba la tasa de descenso del avión y por tanto cuánto tiempo podría planear sin potencia– no estaba entre ellos.
En aviones del tamaño del 767, los motores también aportan potencia adicional para los sistemas hidráulicos. Sin ellos el avión no puede ser controlado. Este avión contó posteriormente en su formación con esta clase de fallos de potencia. En los 767, es habitual que en caso de fallo de potencia se despliegue automáticamente una turbina de aire de impacto, un generador dirigido por una pequeña hélice, que funciona por el movimiento frontal del avión. Como los pilotos del vuelo 143 comprobaron más tarde durante su aproximación de aterrizaje, un descenso en su velocidad frontal significaba también un descenso de la potencia disponible para controlar el avión.

### Aterrizaje en Gimli
Continuando con el desvío a Winnipeg, los pilotos ya estaban a 7.900 metros de altura (26 000 pies), cuando el segundo motor se apagó. Inmediatamente, buscaron en las instrucciones de emergencia de la aeronave la sección de cómo aterrizar sin ningún motor, pero tal sección no existía. No obstante, el Capitán Pearson era un experimentado piloto de planeadores, y por ello tenía habilidades que, en situaciones normales, jamás serían usadas en la aviación comercial. Para conseguir el mayor alcance posible y por lo tanto tener más libertad para escoger un lugar para aterrizar, él precisaría pilotar el 767 a una velocidad conocida como "velocidad ideal de tasa de descenso". Imaginando cuál podría ser el valor de esa velocidad para el 767, mantuvo la aeronave a 220 nudos (407 kilómetros por hora).
El Primer Oficial Maurice Quintal comenzó a hacer cálculos, para saber si conseguirían llegar a Winnipeg. Utilizó las informaciones de altitud provistas por uno de los instrumentos del avión, mientras que la distancia recorrida por el avión era aportada por el control de tráfico aéreo, que medía el deslizamiento del avión en la pantalla del radar. El 767 perdía 5000 pies por cada 10 millas náuticas recorridas (aprox. 1,5 kilómetros de altitud para 18 kilómetros de distancia), lo que resulta en una tasa de descenso de aproximadamente 12:1. Tanto Quintal como los controladores de tráfico concluyeron que el vuelo 143 no llegaría a Winnipeg.
Quintal, entonces, sugirió que el avión aterrizase en la base aérea de Gimli. Quintal no sabía que la base se había convertido en una pista de automovilismo, y una de sus pistas estaba cerrada. Debido a la conversión de la pista para arrancones, esta fue dividida en dos, con una división metálica en el medio. Y, además, se estaba celebrando el "Día de la Familia" en el lugar, y toda el área alrededor de la antigua pista fue ocupada por campistas. Y una prueba de aceleración estaba teniendo lugar en la pista.
Sin potencia, los pilotos tenían que intentar bajar el tren de aterrizaje de la aeronave por gravedad, pero debido a la corriente de aire, el tren de la nariz no consiguió anclarse en la posición correcta. La velocidad cada vez menor del avión también reducía la eficiencia de la pequeña turbina, haciendo que el 767 se volviese cada vez más difícil de controlar.
Cuando la pista estaba más próxima, el avión parecía estar muy alto, llevando a Pearson a ejecutar una maniobra conocida como deslizamiento o derrape. Cuando la maniobra fue ejecutada, la aeronave volaba sobre un campo de golf, y un pasajero dijo "¡Dios... Casi puedo ver qué palos están usando!". Tal maniobra es frecuentemente ejecutada sólo en planeadores y aeronaves pequeñas para aumentar la tasa de descenso sin aumentar la velocidad.
Cuando el tren principal tocó la pista, Pearson aplicó los frenos con fuerza, haciendo explotar dos neumáticos. El tren de la nariz, no anclado, se plegó sobre el compartimento, haciendo que el morro del avión se arrastrase por la pista. El avión también alcanzó el guardarraíl que dividía la pista, reduciendo su velocidad, lo que evitó que llegara a donde había gente reunida en la pista.
Ningún de los 61 pasajeros sufrió heridas graves. Un pequeño incendio en el área de la nariz fue rápidamente extinguido por los pilotos de carreras y espectadores, que poseían extintores de incendio. Como el morro entró en contacto con el suelo, la parte trasera del avión quedó muy elevada, y algunos pasajeros que descendieron por los toboganes de emergencia sufrieron heridas leves. Estos fueron tratados por un médico, que se estaba preparando para despegar de la otra pista de Gimli.
El avión fue reparado y sirvió para Air Canada hasta su desmantelamiento en 2008.
Curiosamente, la furgoneta que transportaba mecánicos del Aeropuerto de Winnipeg a Gimli se quedó sin combustible a medio camino. Otro vehículo fue enviado en su auxilio.

## Investigación
El accidente fue objetivo de una investigación inmediata por parte de Air Canada, que concluyó que hubo tanto fallos humanos como mecánicos. El caso fue también investigado por el predecesor del Transportation Safety Board of Canada; este, al mismo tiempo que concluyó que la administración de la Air Canada fue responsable por "fallos administrativos", alabó a la tripulación por su "profesionalidad y habilidad". El informe también comentó que Air Canada "se negó a designar clara y específicamente la responsabilidad por el cálculo de la cantidad de combustible", concluyendo que la compañía falló en la transferencia de la tarea de realización de ese cálculo, que antes era efectuado por un ingeniero de vuelo.

### Sistema indicador de cantidad de combustible
La información acerca de la cantidad de combustible disponible en los tanques del 767 es generalmente calculada por el sistema indicador de cantidad de combustible (FQIS, Fuel Quantity Indicator System) y mostrada en la cabina de vuelo. El FQIS de la aeronave implicada en el incidente poseía un procesador de dos canales, que calculaba el combustible de forma independiente y entonces confrontaba las dos informaciones. En caso de que un canal fallase, el otro podría continuar operando de manera independiente, pero en esas circunstancias la cantidad indicada debería ser confrontada con una medición manual antes de la partida. En caso de que ambos canales fallasen, no habría indicación de combustible en la cabina de vuelo, y la aeronave sería considerada inoperativa y, por lo tanto, tendría prohibido volar.
Después del descubrimiento de inconsistencias en el FQIS de otros 767, Boeing divulgó una nota de servicio sobre el control del sistema. Un ingeniero en Edmonton siguió los procedimientos cuando la aeronave llegó el día anterior al accidente. Durante el mantenimiento, el FQIS se estropeó y los indicadores se apagaron. El ingeniero ya había lidiado con ese problema antes, cuando el mismo avión llegó a Toronto, con problemas en el FQIS. Se descubrió que desconectando el segundo canal mediante el uso de una llave, los indicadores funcionaban correctamente, a pesar de contar solo con un canal. Él simplemente repitió el proceso, y desconectó el otro canal.
El día del incidente, el avión voló de Edmonton a Montreal. Antes de la partida, el ingeniero avisó al piloto sobre el problema, y confirmó que el combustible debería ser medido manualmente. Entre tanto, el piloto, en un malentendido, entendió que la aeronave partió de Toronto ya con el problema en la tarde anterior. El vuelo prosiguió normalmente con el FQIS operando con solo un canal.
Después de la llegada a Montreal, debía cambiar de tripulación para el vuelo de regreso a Edmonton. El piloto que salía informó a Pearson y a Quintal sobre el problema con el FQIS, y pasó a ellos la falsa información de que el avión ya había volado el día anterior con el problema. El Capitán Pearson comprobó, incluso, que el FQIS ya estaba totalmente inoperativo.
Mientras la aeronave era preparada para volar de regreso a Edmonton, un funcionario de mantenimiento decidió investigar el problema con el FQIS. Para probar el sistema, conectó el segundo canal, momento en el cual las pantallas de la cabina de vuelo se apagaron. Fue requerido entonces para realizar una medición manual de la cantidad de combustible en los tanques. Distraído, se olvidó de desconectar el segundo canal. El FQIS se volvió entonces completamente inoperativo, y los indicadores de combustible se apagaron.
Un registro de todas las acciones y labores fue realizada en la bitácora de mantenimiento, incluyendo la entrada: “SERVICE CHK – FOUND FUEL QTY IND BLANK – FUEL QTY #2 C/B PULLED & TAGGED...”. Esto significa que los indicadores de la cantidad de combustible estaban apagados y que el segundo canal fue desconectado, pero no deja claro que esta última acción corrigiese el problema.
Al entrar en la cabina de vuelo el Capitán Pearson vio lo que ya esperaba ver: pantallas apagadas y un fusible abierto y etiquetado. Consultó la Lista de Equipamiento Mínimo de la aeronave (MEL, Minimum Equipment List), según la cual el avión no podría despegar en tal situación. Sin embargo, el 767 era un avión reciente, que había volado por primera vez en septiembre de 1981. El C-GAUN fue el 47.º Boeing 767 de la línea de producción, y había sido entregada a Air Canada tan solo cuatro meses antes. En ese momento, ya habían sido efectuadas 55 modificaciones de la MEL, y algunas páginas también estaban en blanco, esperando el desarrollo de procedimientos. Como resultado de la escasa fiabilidad de la lista, era común que el personal de mantenimiento autorizase el despegue de aviones.
Al capitán Pearson se le suspendió seis meses y al primer oficial Quintal dos semanas, pero ambos fueron homenajeados por llevar el avión a tierra.

## Filmografía
Este accidente fue presentado en el programa de televisión canadiense Mayday: Catástrofes Aéreas, en el episodio "Vuelo Milagro", y en Mayday: Informe Especial, en el episodio "Héroes del aire", transmitidos en National Geographic Channel.